# Ptilimnium texense
Ptilimnium texense är en flockblommig växtart som beskrevs av John Merle Coulter och Joseph Nelson Rose. Ptilimnium texense ingår i släktet Ptilimnium och familjen flockblommiga växter. Inga underarter finns listade i Catalogue of Life.